# Glendon (Alberta)
Glendon es un pueblo canadiense situado en la provincia de Alberta.

## Superficie
Glendon tiene una superficie de 1,99 km².

## Demografía
En 2021, tenía 338 habitantes, una densidad poblacional de 169,5 hab./km², y 168 viviendas.